# Draba oblongata
Draba oblongata är en korsblommig växtart som beskrevs av Robert Brown och Dc. Draba oblongata ingår i släktet drabor, och familjen korsblommiga växter. Inga underarter finns listade i Catalogue of Life.